# Падалка Борис Якович
Бори́с Я́кович Па́далка (1 травня 1883 — 5 січня 1964) — український радянський інфекціоніст, доктор медичних наук, професор.

## Біографія

Могила Бориса Яковича Падалки та його дружини.

Народився 1 травня 1883 року в місті Пирятин тодішньої Полтавської губернії Російської імперії (нині Полтавська область України). 
У 1908 році закінчив фізико-математичний факультет Петербурзького університету, але його тягнуло до медицини, тому він у 1912 році закінчив ще й медичний факультет Московського університету. 
Працював лікарем у лікарні імені цесаревича Олександра в Києві (нині Олександрівська клінічна лікарня). З першого дня створення кафедри інфекційних хвороб Київського медичного інституту працював на ній викладачем — 28 грудня 1925 року його призначили старшим асистентом кафедри, а 1930 року обрали на посаду доцента цієї ж кафедри. 
У 1936 році йому присуджено науковий ступінь кандидата медичних наук, того ж року присвоєне вчене звання «доцент». 
У 1938 році його обрали на посаду професора кафедри інфекційних хвороб 2-го київського медичного інституту, де він продовжував працювати до німецько-радянської війни.
У 1940 році захистив докторську дисертацію на тему «Лікування черевного тифу», йому присуджено науковий ступінь доктора медичних наук, а згодом присвоєне вчене звання «професор». У період німецької окупації певний час працював викладачем у створеному в Києві медичному інституті «Полімедікум», після його закриття аж до визволення Києва в 1943 році завідував інфекційним відділенням в Олександровській лікарні. У повоєнний час його обрали завідувачем кафедри інфекційних хвороб Київського інституту удосконалення лікарів, одночасно був консультантом у Науково-дослідному інституті інфекційних хвороб в Києві. 
З 1954 року очолив кафедру інфекційних хвороб КМІ, на якій починав свого часу свою плідну викладацьку діяльність і на якій пропрацював до 1962 року.
Помер 5 січня 1964 року. Похований в Києві на Байковому кладовищі (ділянка № 4 старої частини кладовища).

## Наукова і педагогічна діяльність
1947 року описав разом із доцентом своєї кафедри Олімпієм Прокоповичем Матвєєвим нову хворобу — кліщовий пароксизмальний рикетсіоз. За ініціативи Бориса Яковича Падалки при МОЗ України створили проблемну комісію з вивчення вірусного гепатиту, на той час вважали, що це одна нозологічна форма.
Він вперше здійснив широкомасштабні дослідження патогенезу так званої хронічної дизентерії, узагальнивши їх у монографії «Дизентерія» (1955). Всупереч пануючій точці зору (яка, до речі, лише останнього часу втратила свій вплив), довів неправомірність цього термінування, шигельоз (бактеріальну дизентерію) визначив як гостру інфекційну хворобу з можливим затяжним перебігом. За відсутності повторного зараження звільнення організму від збудника відбувається найближчими днями чи тижнями, що має принципове значення у боротьбі з випадками шигельозів на основі загально-гігієнічних заходів.
Описав діагностичний симптом — своєрідний звуковий феномен при перкусії в правій здухвинній ділянці при черевному тифі, який у сучасній медичній літературі носить його ім'я.
За час від 1954 до 1961 року під науковим керівництвом Б. Я. Падалки було захищено 9 кандидатських дисертацій.

Відомий радянський інфекціоніст, професор В'ячеслав Андрійович Постовіт у своїх спогадах писав: 
"…Мій вчитель, відомий професор-інфекціоніст Борис Якович Падалка, володів завидною терплячістю і ретельністю при дослідженні хворих і наполегливо прищеплював ці якості своїм співробітникам і учням. Він не втомлювався вислуховувати скарги хворих, їх розповіді про свою хворобу, нерідко плутані, уривчасті, а часом і безглузді, безладні. Ми, співробітники, що брали участь в обходах, іноді дуже втомлювалися фізично і часом нишком трохи сварили професора за його, як нам здавалося, дріб'язкову прискіпливість. Але з часом ми переконалися в корисності такого ретельного обстеження хворих, коли з'ясування малопомітних фактів і симптомів допомагало правильно поставити діагноз. Борис Якович, незалежно від тяжкості хворого і характеру його захворювання, завжди докладно обстежував хворого, робив це не поспішаючи і строго послідовно, систематично досліджуючи стан всіх органів і систем хворого.
…Його діагнози ґрунтувалися, в першу чергу, на даних суб'єктивного та об'єктивного обстеження хворих, велика увага приділялася лабораторними даними. Інтуїції проф. Б. Я. Падалка надавав невелике значення, а часом навіть іронізував з приводу інтуїтивних діагнозів. Недолік інтуїції він відшкодовував ретельним обстеженням хворих і ми, його співробітники, часто чули на обходах: «Потрібно ще „добрати“, тобто провести додаткові спостереження та обстеження…»

## Науковий доробок
- Падалка Б. Я.  Брюшной тиф. К. 1947, 212 с. (рос.)
- Падалка Б. Я., Матвеев О. П. // Врачебное дело, 1947, № 7, стр. 595. (рос.) (про кліщовий пароксизмальний рикетсіоз)
- Зюков А. М. (за участі Падалки Б. Я.) Гострі інфекційні хвороби та гельмінтози людини. Державне медичне видавництво УРСР. — К., 1947. — 392 с.
- Падалка Б. Я. — Дизентерия. Госмедиздат УССР. — 1955. — 176 с. (рос.)